# Conflitto finale
 Conflitto finale (The Final Conflict) è un film del 1981 diretto da Graham Baker. È il terzo capitolo della saga iniziata con Il presagio (The Omen) del 1976.
L'edizione home video è stata distribuita con il titolo Omen III - Conflitto finale.

## Trama
(parole di Padre DeCarlo, prete italiano)
Il Figlio di Satana Damien, ormai presidente delle industrie Thorn, saputa la previsione del secondo Avvento e dunque la nascita di Cristo in Inghilterra diviene nuovo Ambasciatore degli Stati Uniti a Londra. Inizia così la nuova strage degli innocenti ordinando ai suoi adepti di uccidere tutti i bambini nati dopo la mezzanotte del 23 marzo.
Muniti di libri sacri e dei sette pugnali ritrovati a Megiddo sette monaci italiani, capeggiati da padre De Carlo e partiti da Subiaco tenteranno di fermare Damien. I monaci muoiono per mano di Damien uno dopo l'altro fallendo nei loro tentativi di omicidio.
In seguito Damien intraprende una relazione con la giornalista Kate Reynolds plagiando nel frattempo il figlio di lei, Peter, portandolo dalla sua parte.
Gli infanti nati in quel fatidico giorno muoiono uno a uno finché non ne rimane nessuno. Damien ordina al suo confidente più stretto di uccidere il proprio bambino nato la stessa notte ma la madre salva il bambino uccidendo il marito con il ferro da stiro arroventato.
De Carlo rivela che il bambino si trova al sicuro in un monastero per fare cadere Damien in trappola. Avendolo aggredito l'Anticristo usa come scudo umano il giovane Peter, uccide De Carlo e si dirige alla ricerca del Cristo rinato.
Scatenata l'ira della madre Kate, che afferra il pugnale e lo ferisce a morte. Damien morirà ucciso a causa della ferita riportata. Egli, morente, sarà investito da un potente fascio di luce proveniente dal cielo. Nella luce si intravede la figura di Gesù Cristo richiamato dalle ultime forze di Damien. Le ultime parole della Bestia saranno: "Nazareno... tu non hai vinto... niente."
Viene infine rivelata la profezia: Cristo è tornato, ma non più sotto forma di infante, ma come Re dei re; terminando il film con la profezia del secondo Avvento, che porterà un'era di pace per l'umanità.